# Condestable

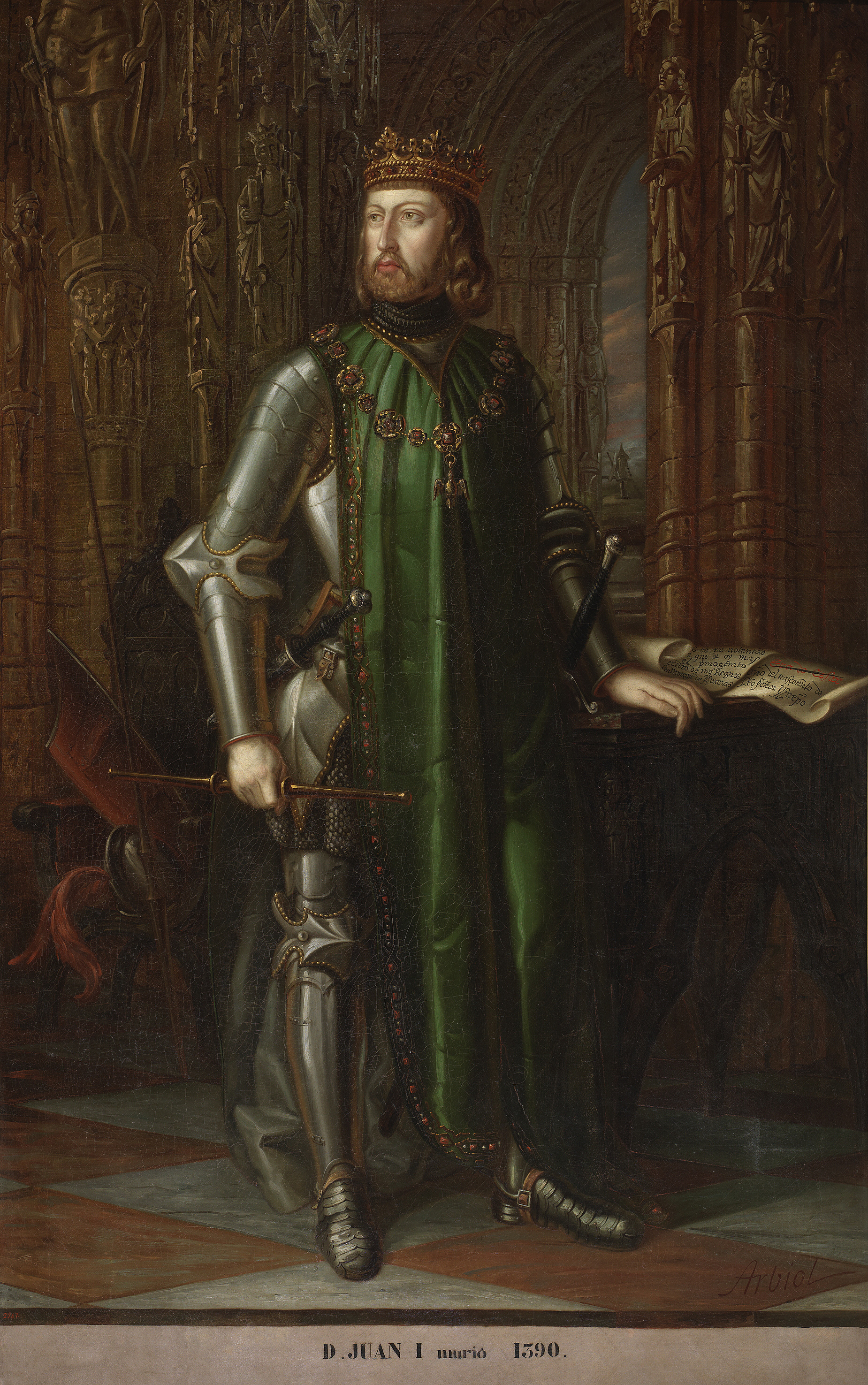
Juan I de Castilla creó este cargo en la Castilla de 1382, nombrando a Alfonso de Aragón el Viejo como Condestable de Castilla.

El título de Condestable se ha designado a varios cargos distintos a lo largo de la historia, variando sus atribuciones según el lugar y la época a la que se haga referencia. Uno de sus auxiliares de campo era el mariscal.
Tiene su origen en los altos cargos romanos, allí era el maestro de los équites el Mágister équitum, siendo el oficial adjunto del dictador romano. Los équites serían los futuros caballeros medievales, y el condestable el sucesor del Mágister équitum.
- Durante la Edad Media era el encargado de los caballos del monarca, señalado con la expresión latina comes stabuli o "compañero (del monarca) del establo".

- En la Europa del Antiguo Régimen se convirtió en un cargo cortesano, usualmente relacionado con alto rango militar o una posición predominante entre la aristocracia.

- En varios países anglosajones se sigue usando para designar a un funcionario, generalmente perteneciente a un cuerpo de policía.

- Además, en Finlandia un policía es llamado konstaapeli, y un sargento de policía, ylikonstaapeli (añadiendo el prefijo yli- o comandante).

- En la marina era el suboficial de las brigadas de artillería de la Armada, cuyo grado equivalía a sargento del Ejército de Tierra.

## Imperio bizantino
El cargo de gran condestable (Megas Konostablós) equivalía, en la antigua Bizancio, a la comandancia de un cuerpo de mercenarios de caballería latinos o francos (es decir, europeos occidentales, ni griegos ni bárbaros). El poder político o la influencia de un Megas Konostablós varió durante la historia, y normalmente dependía del número de caballeros y soldados de que dispusiera.

## Francia

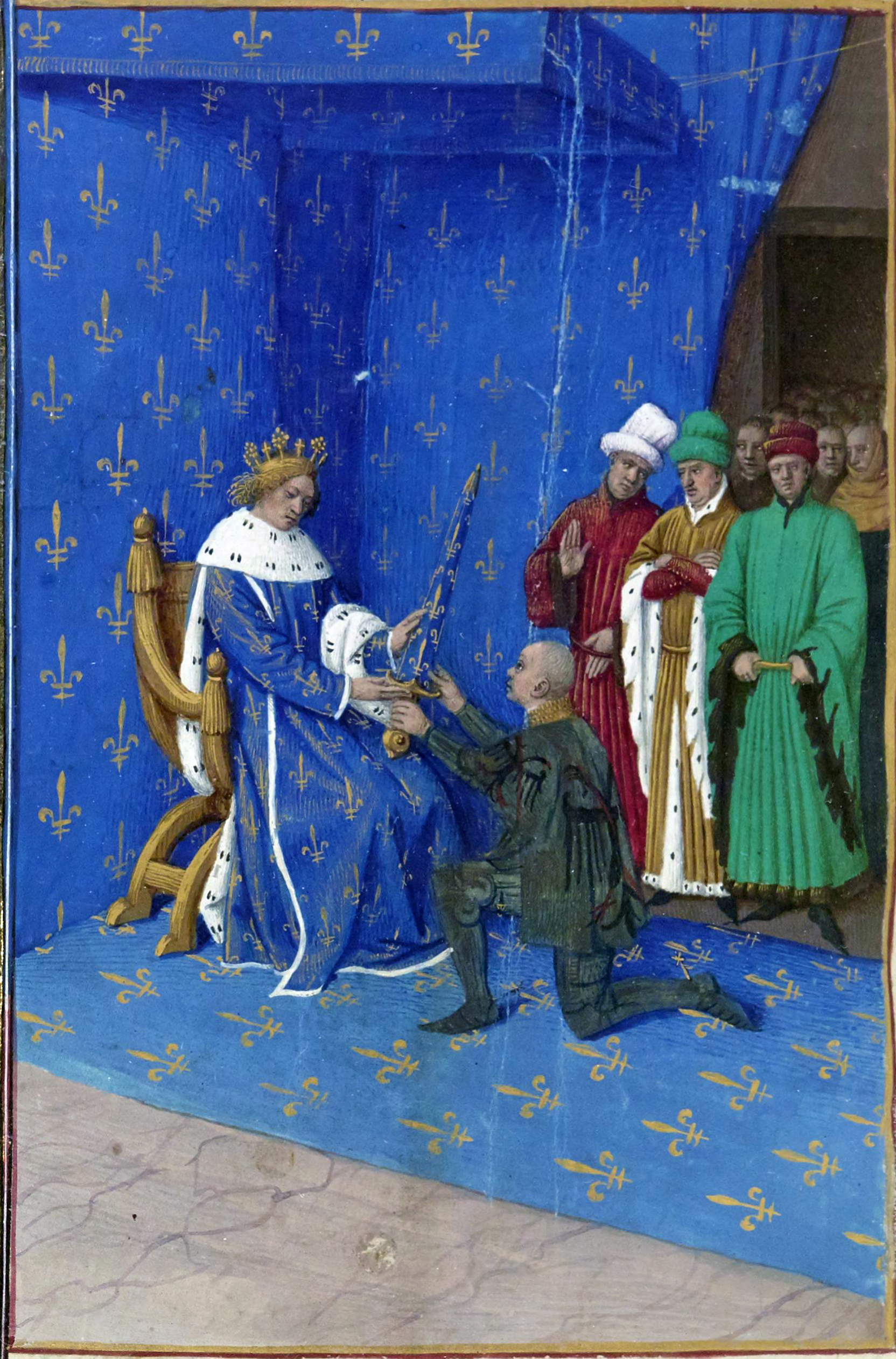
El condestable Bertrand du Guesclin, uno de los más afamados de la historia, en una pintura del.

Clotario II hizo a Pepino condestable, que era lo mismo que Príncipe de palacio. El Senescal era sinónimo de Condestable en el siglo VI. 
En el ámbito puramente militar, el condestable de Francia fue un rango instaurado por Felipe I de Francia en 1060 para designar al comandante en jefe de los ejércitos, hasta su abolición por el cardenal Richelieu en 1627. Uno de los más famosos fue Carlos, Condestable de Borbón, en tiempos de Francisco I de Francia.

## España
- Existió un condestable en las Indias.

### Castilla
El título de condestable de Castilla fue creado por el rey Juan I de Castilla en 1382 en sustitución del de alférez mayor del Reino. El condestable era, pues, el máximo representante militar del rey en ausencia de éste. 
- En 1575, Jerónimo Román de la Higuera mencionaba que el título fue exhibido en Castilla por el condestable francés Bertrand du Guesclin, conocido como «Claquín», quien guerreó en el bando de Enrique II de Castilla contra su hermano el rey Pedro I de Castilla, y habiendo sucedido  Juan I a Enrique II aquel creó este título. También el mismo Jerónimo advierte la controversia en su época sobre Alfonso de Aragón el Viejo.

En estos reynos no es antigua esta dignidad, por que fue creada por Juan I de Castilla, mas cual haya tenido este oficio en Castilla primeramente, contienda hay sobre ello, unos dicen que fue el Infante Alfonso, nieto del rey de Aragón, que fue primer marqués de Villena y conde de Denia. Otros dicen y tienen que el primer condestable fue el conde Pedro de Trastamara. A uno destos sucedió el buen condestable Ruy López Dávalos. A este sucedió Álvaro de Luna. Después ninguno de los historiadores que yo he visto habla de otro condestable más que de su nombre, que se llamó Miguel Lucas de Iranzo, en tiempo de Enrique IV, porqué Juan II no proveyó esta dignidad después que mandó degollar a Álvaro de Luna. Antes hallo yo condestables en Castilla, en tiempo de Enrique II, porqué Beltran Claquín fue condestable.

Fue convertido en hereditario en 1473 por Enrique IV de Castilla y desde Pedro Fernández III de Velasco fue un título permanente de la Casa de Velasco que había establecido su residencia en Burgos.

### Navarra
Existió también el título de condestable de Navarra, con funciones y características similares a los anteriores. La dignidad recayó en los condes de Lerín, título que a su vez fue asumido por la casa de Alba. 

### Aragón
La Corona de Aragón tuvo asimismo varios cargos con este nombre: existió al menos un Gran Condestable de la Corona de Aragón, hasta que fue confiscado a la familia Cardona por los reyes en el siglo XVI. Los condestables del Reino de Aragón fueron los duques de Híjar, actualmente otro de los títulos de la casa de Alba.

## Portugal
El de condestable de Portugal fue creado por el rey Fernando I de Portugal en 1382 a semejanza del de Castilla, para sustituir de modo similar al de Alférez de Portugal. Sus responsabilidades eran mantener el orden en ausencia del rey y comandar el ejército cuando no lo hacía el propio rey. Sin embargo, Juan IV de Portugal lo redujo a un título honorífico, despojándolo de cualquier poder real.

## islas británicas
En los cuerpos de policía del Reino Unido se denomina condestable al policía de menor rango.

### Inglaterra
El alto condestable de Inglaterra era uno de los siete altos funcionarios del reino, como el Lord Gran Chambelán o el Mariscal del reino. En sus inicios era el comandante del ejército y "Maestro del Caballo" y, junto con el Mariscal, presidía la Corte de caballería o del honor. El título se hizo hereditario al ser entregado por la emperatriz Matilde de Inglaterra a Milo de Gloucester, Conde de Hereford. El título fue heredado por los Condes de Hereford y Essex, que terminaron siendo parte de la Casa de Buckingham, para finalmente, en tiempos de Enrique VIII, volver a la corona. Desde entonces, es un título honorífico en las coronaciones del rey de Inglaterra.

### Irlanda
Entre los siglos XII y XIV, las familias Lacy y Verdun fueron Altos condestables de Irlanda, de forma hereditaria.

### Escocia
El Alto Condestable de Escocia era, tras el propio Rey de Escocia, el comandante de mayor rango del ejército escocés. También era juez. Desde finales del siglo XIII, era la autoridad competente para juzgar motines, desórdenes, derramamientos de sangre y asesinatos, siempre que fuera en tierra del Rey, el Consejo Real o el Parlamento de Escocia. Tras la unificación con Inglaterra bajo Jacobo VI de Escocia y I de Inglaterra, se convirtió en el representante del poder real, nombrado por el Consejo.
La mayoría de sus poderes desaparecieron con el Acta de Unión de 1707, pasando a ser un título honorífico, que desde 1314 había sido monopolizado por los condes de Erroll. Aun así, el título seguía siendo una de las más altas distinciones del país, y hasta hoy en día continúa teniendo un papel honorífico en la coronación del monarca británico.

## Usos históricos en la marina

### España
En la historia naval, y más concretamente en lo escrito sobre las armadas por el marino, historiador y miembro de la Real Academia Española Cesareo Fernández Duro, se describe, que ante la necesidad de tener mandos expertos en el manejo de las pólvoras y armas modernas, se crearon las brigadas de artillería en 1532 y para dirigirlas en combate se creó el empleo de Condestable con la misión de tener la artillería y armas de a bordo siempre listas para el combate, equiparándole con la categoría de Sargento que existía en los Tercios del Rey. Actualmente en la Armada Española, son denominados Condestables todos los Suboficiales de la especialidad de Artillería, siendo el Condestable de Cargo el de más antigüedad en el destino.

### Chile
El condestable mayor de la Armada de Chile.
El cargo de condestable mayor de la Armada se creó a contar el 1 de enero de 2013, por resolución de la Comandancia en Jefe de la Armada de fecha 15 de junio de 2012, como un cargo a desempeñar por el Suboficial Mayor más antiguo del escalafón y designado por el Comandante en Jefe de la Armada.
Algunas de sus funciones establecidas son, entre otras, asesorar al comandante en jefe de la Armada en materias que le competen, cumplir tareas de representación protocolar en actividades dispuestas por el Comandante en Jefe de la Armada y acompañarlo cuando este lo disponga en visitas e inspecciones.
El curso de Condestables Mayores en la Armada de Chile es impartido por la Academia Politécnica Naval, tiene una duración de 3 semanas y está orientado a entregar al alumno una formación teórico-práctica que le permita conocer, reforzar y aplicar las materias de Administración, Protocolo, Seguridad y Mando Institucional.
En las unidades y reparticiones navales, el condestable es un cargo que, ocupado normalmente por el suboficial más antiguo del servicio de armas, supervisa las existencias a bordo de armamento, munición y todo el material propio del servicio, así como de su mantenimiento.

## En la Época napoleónica
En 1808, Napoleón Bonaparte, como parte de la creación del Primer Imperio Francés, recreó el título de condestable, que otorgó a su hermano Luis Bonaparte, rey de los Países Bajos. También nombró al mariscal Berthier, príncipe de Neuchâtel, vicecondestable. En el primer caso era honorífico, pero el nombramiento del experimentado general Berthier recuperó la tradición del condestable como primer comandante del ejército tras el soberano.